# Flughafen Esquel

i7
i11
i13
Der Flughafen Esquel (offiziell: Aeropuerto Internacional Brigadier General Antonio Parodi) ist ein argentinischer Flughafen nahe der Stadt Esquel in der Provinz Chubut. Eröffnet wurde er 1945, 1978 wurde ein neues Terminal gebaut. Seit 1998 wird der Flughafen von Aeropuertos Argentinas 2000 betrieben. Aktuell werden Flüge nach Buenos Aires angeboten.

## Fluggesellschaften und Flugziele
| Fluggesellschaft      | Ziele                                           |
| --------------------- | ----------------------------------------------- |
| Aerolineas Argentinas | Buenos Aires-Jorge Newbery, Buenos Aires-Ezeiza |
| Quellen:              |                                                 |